# Anoplophora sollii
Anoplophora sollii är en skalbaggsart som först beskrevs av Hope 1839. Anoplophora sollii ingår i släktet Anoplophora och familjen långhorningar.
Artens utbredningsområde är:
- Laos.
- Myanmar.

Inga underarter finns listade i Catalogue of Life.

## Bildgalleri

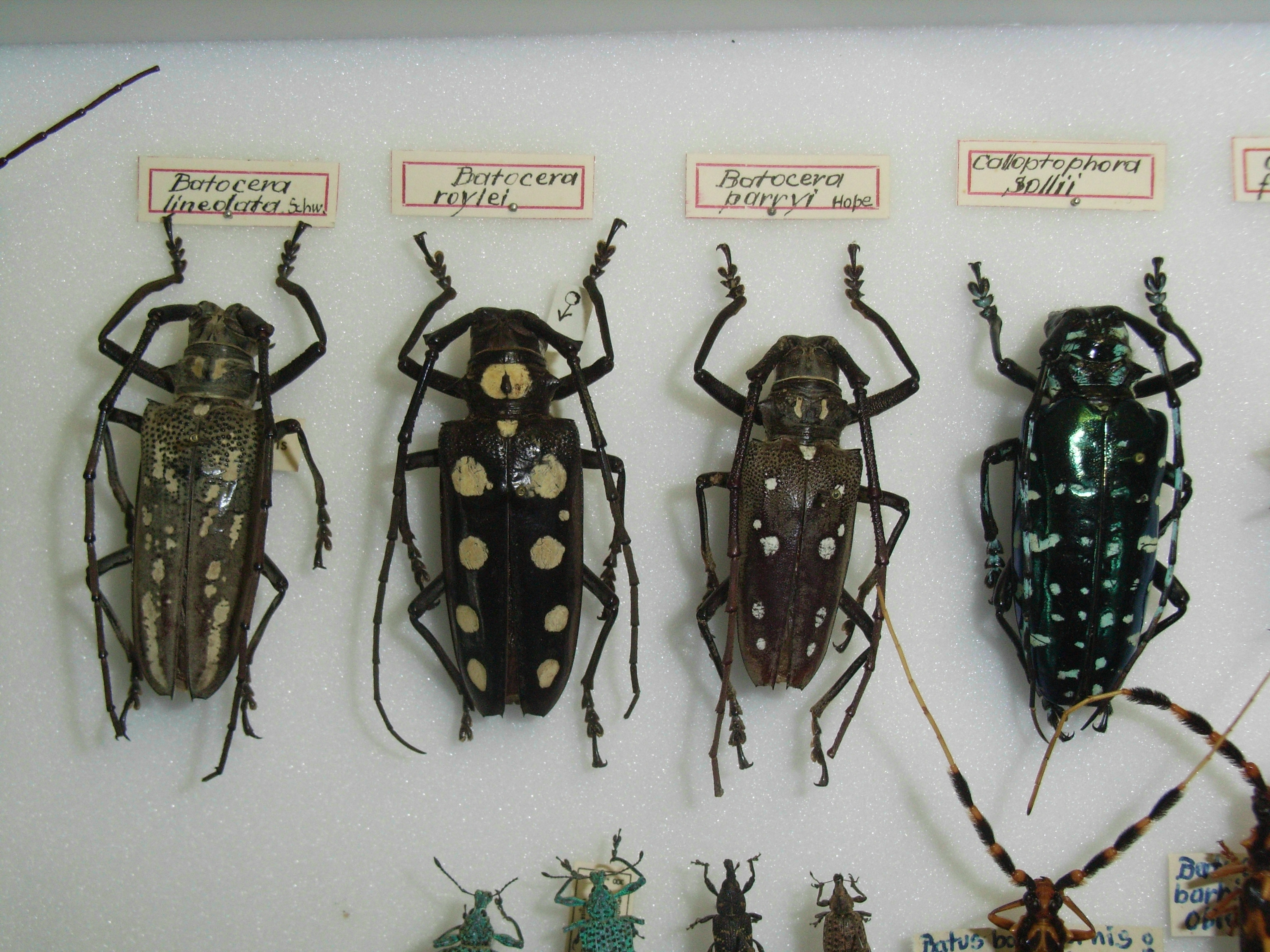
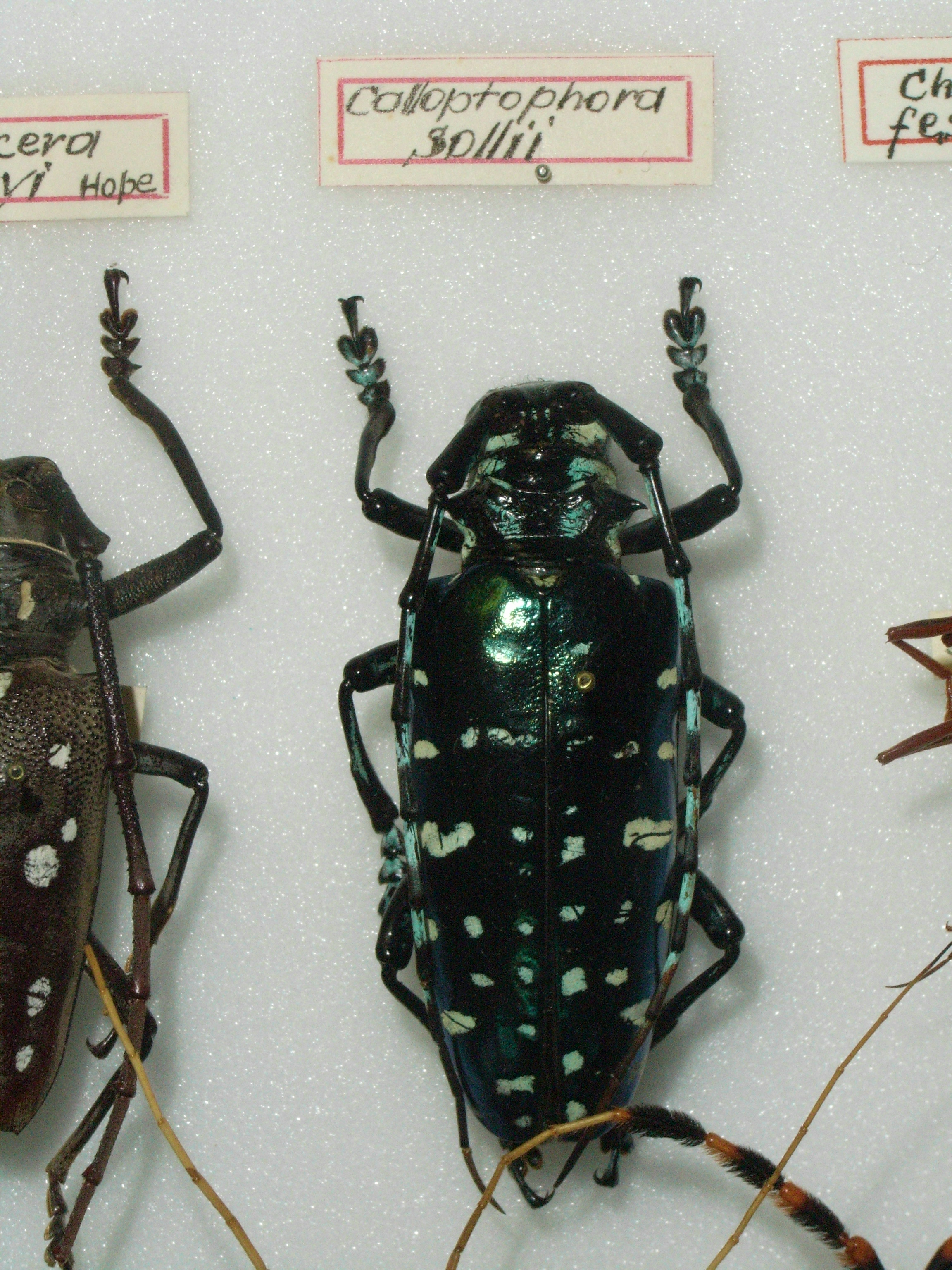
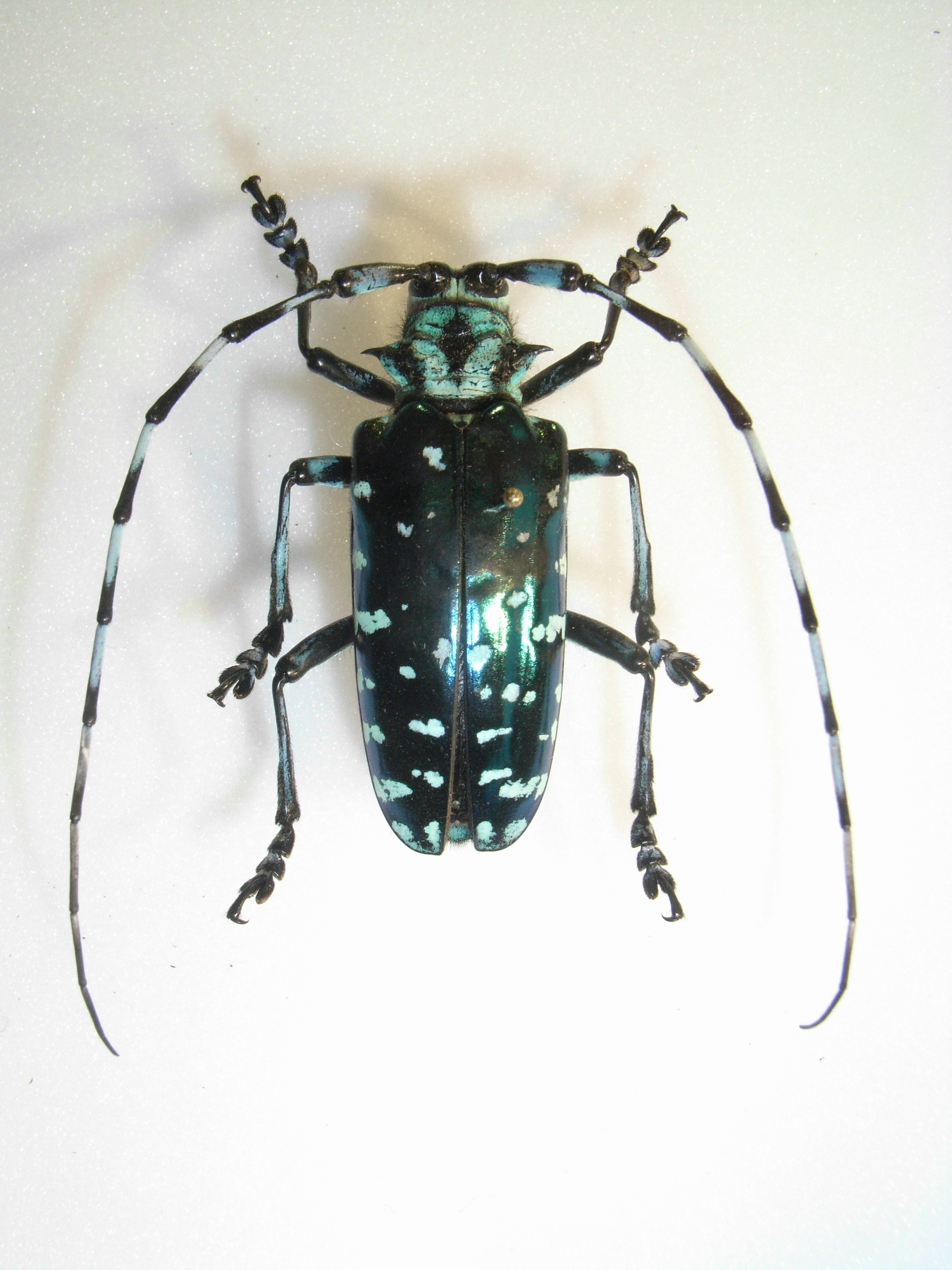